# عاصفة رعدية جافة

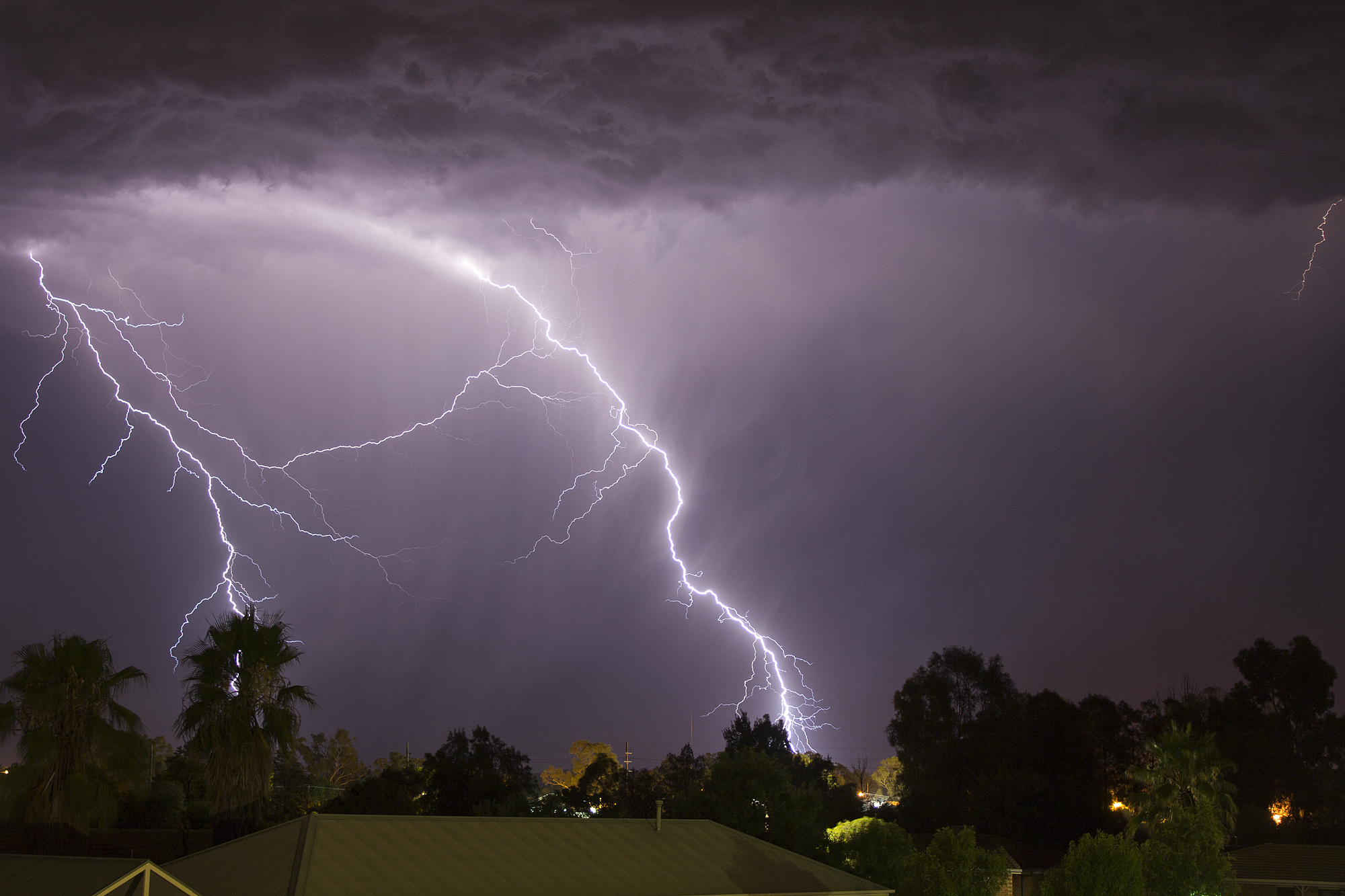
ضربة صاعقة من السحاب إلى الأرض أثناء عاصفة رعدية جافة شوهدت في أستراليا.

العاصفة الرعدية الجافة هي عاصفة رعدية ذات برق ورعد، لكن الهطول يتبخر قبل وصوله إلى سطح الأرض.
يطلق على العاصفة الرعدية أحياناً بشكل خاطئ اسم برق جاف، وهي تسمية عامية وليست علمية، إذ أن البرق لا يكون رطباً أو جافاً.